# Antica Menac
Antica Menac, hrvaška jezikoslovka, pedagoginja in akademik, * 11. julij 1922, Split, Splitska oblast, Kraljevina SHS, † 24. april 2020, Zagreb, Hrvaška.
Menac je bila predavateljica na Filozofski fakulteti v Zagrebu in članica Hrvaške akademije znanosti in umetnosti.